# Cofidis, Solutions Crédits/Saison 2013
Dieser Artikel listet Erfolge und Fahrer des Radsportteams Cofidis, Solutions Crédits in der Saison 2013 auf.

## Erfolge in der UCI Africa Tour
Bei den Rennen der UCI Africa Tour im Jahr 2013 gelangen dem Team nachstehende Erfolge.
| Datum      | Rennen                              | Kat. | Sieger       |
| ---------- | ----------------------------------- | ---- | ------------ |
| 17. Januar | 4. Etappe La Tropicale Amissa Bongo | 2.1  | Adrien Petit |

## Erfolge in der UCI Europe Tour
Bei den Rennen der UCI Europe Tour im Jahr 2013 gelangen dem Team nachstehende Erfolge.
| Datum             | Rennen                                              | Kat. | Sieger          |
| ----------------- | --------------------------------------------------- | ---- | --------------- |
| 23. Februar       | Vuelta a Murcia                                     | 1.1  | Daniel Navarro  |
| 16. März          | Classic Loire Atlantique                            | 1.1  | Edwig Cammaerts |
| 11. Mai           | 3. Etappe Rhône-Alpes Isère Tour                    | 2.2  | Nico Sijmens    |
| 9.–12. Mai        | Gesamtwertung Rhône-Alpes Isère Tour                | 2.2  | Nico Sijmens    |
| 22. Juni          | Estnische Meisterschaft – Straßenrennen             | CN   | Rein Taaramäe   |
| 28. September     | 1. Etappe Tour du Gévaudan Languedoc-Roussillon     | 2.2  | Yoann Bagot     |
| 28.–29. September | Gesamtwertung Tour du Gévaudan Languedoc-Roussillon | 2.2  | Yoann Bagot     |

## Zugänge – Abgänge
| Zugänge             | Team 2012                                  | Abgänge             | Team 2013                  |
| ------------------- | ------------------------------------------ | ------------------- | -------------------------- |
| Romain Lemarchand   | AG2R La Mondiale                           | Samuel Dumoulin     | AG2R La Mondiale           |
| Christophe Le Mével | Garmin-Sharp                               | Nicolas Vogondy     | Accent Jobs-Wanty          |
| Daniel Navarro      | Team Saxo Bank-Tinkoff Bank                | Leonardo Duque      | Colombia                   |
| Romain Hardy        | Bretagne-Schuller                          | Aleksejs Saramotins | IAM Cycling                |
| Cyril Bessy         | Saur-Sojasun                               | Damien Monier       | Bridgestone Anchor         |
| Jérôme Coppel       | Saur-Sojasun                               | Rémy Di Gregorio    | DN2 de Martigues SC-Vivelo |
| Guillaume Levarlet  | Saur-Sojasun                               | Mickaël Buffaz      | Karriereende               |
| Stéphane Poulhies   | Saur-Sojasun                               | Jean-Eudes Demaret  | Karriereende               |
| Gert Jõeäär         | CC Villeneuve Saint-Germain Soissons Aisne | David Moncoutié     | Karriereende               |
| Jérémy Bescond      | Neoprofi                                   |                     |                            |

## Mannschaft

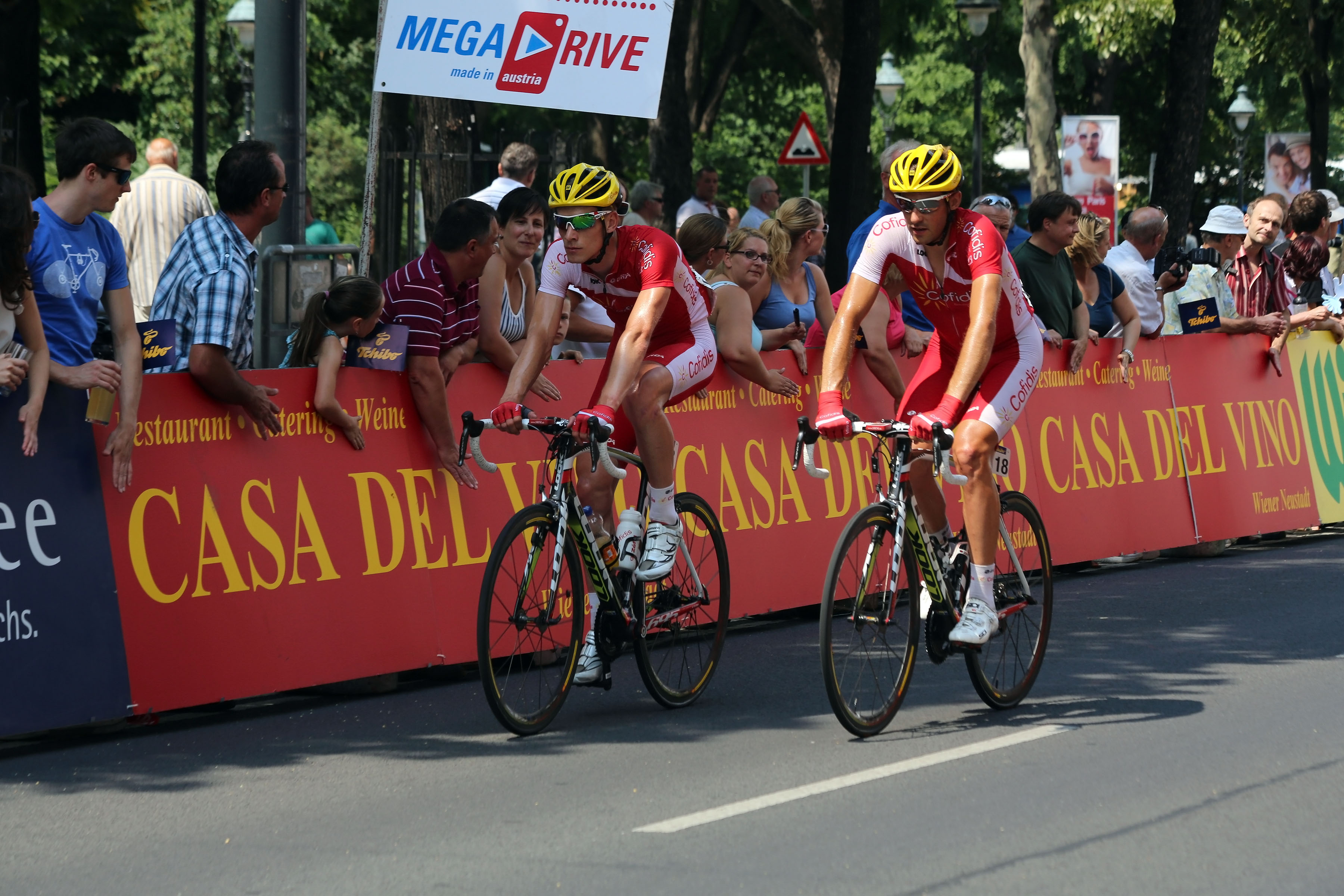
Julien Fouchard (l.) Tristan Valentin (r.), Österreich-Rundfahrt 2013

| Name                | Geburtstag         | Nationalität |              |
| ------------------- | ------------------ | ------------ | ------------ |
| Yohann Bagot        | 6. September 1987  | Frankreich   |              |
| Florent Barle       | 17. Januar 1986    | Frankreich   |              |
| Jérémy Bescond      | 27. Februar 1991   | Frankreich   |              |
| Cyril Bessy         | 29. Mai 1986       | Frankreich   |              |
| Edwig Cammaerts     | 17. Juli 1987      | Belgien      |              |
| Jérôme Coppel       | 6. August 1986     | Frankreich   |              |
| Nicolas Edet        | 2. Dezember 1987   | Frankreich   |              |
| Julien Fouchard     | 20. August 1986    | Frankreich   |              |
| Egoitz García       | 31. März 1986      | Spanien      |              |
| Jan Ghyselinck      | 24. Februar 1988   | Belgien      |              |
| Romain Hardy        | 24. August 1988    | Frankreich   |              |
| Gert Jõeäär         | 9. Juli 1987       | Estland      |              |
| Arnaud Labbe        | 3. November 1976   | Frankreich   |              |
| Christophe Le Mével | 11. September 1980 | Frankreich   |              |
| Romain Lemarchand   | 26. Juli 1987      | Frankreich   |              |
| Guillaume Levarlet  | 25. Juli 1985      | Frankreich   |              |
| Luis Ángel Maté     | 23. März 1984      | Spanien      |              |
| Rudy Molard         | 17. September 1989 | Frankreich   |              |
| Daniel Navarro      | 18. Juli 1983      | Spanien      |              |
| Adrien Petit        | 26. September 1990 | Frankreich   |              |
| Stéphane Poulhies   | 26. Juni 1985      | Frankreich   |              |
| Nico Sijmens        | 1. April 1978      | Belgien      |              |
| Rein Taaramäe       | 24. April 1987     | Estland      |              |
| Tristan Valentin    | 23. Februar 1982   | Frankreich   |              |
| Romain Zingle       | 29. Januar 1987    | Belgien      |              |
| Stagiaires          | Stagiaires         | Nationalität | Nationalität |
| Philip Lavery       | Philip Lavery      | Irland       |              |
| Clément Venturini   | Clément Venturini  | Frankreich   |              |
| Louis Verhelst      | Louis Verhelst     | Belgien      |              |